# LaSexta
LaSexta (met een kleine beginletter l) is een Spaanse televisiezender die op 1 april 2001 werd gelanceerd als Beca TV, welke op 21 juli 2003 wegens faillissement werd gesloten. Later, in 2005, werd Beca TV opgevolgd door een nieuw kanaal, laSexta genaamd, dat op 25 november van dat jaar begon met testuitzendingen, en met de officiële uitzendingen op 27 maart 2006. In het begin van de uitzendperiode was de zender alleen in de omstreken van Madrid en Barcelona te ontvangen, maar tegenwoordig in het gehele land.
In 2012 is de zender gefuseerd met de zender Antena 3. Beide zenders zijn sindsdien ondergebracht bij het moederbedrijf Atresmedia.
Enkele programma's uitgezonden op laSexta zijn: Law & Order, The King of Queens, According to Jim en Bones.
Bekende presentatoren op laSexta zijn onder anderen: José Miguel Monzón Navarro (El Gran Wyoming in El Intermedio), Antonio García Ferreras in Al Rojo Vivo, Ana Pastor García in El Objetivo.